# Test for Echo
| Оценки критиков               | Оценки критиков                                                          |
| Источник                      | Оценка                                                                   |
| ----------------------------- | ------------------------------------------------------------------------ |
| AllMusic                      | [ 1 ]                                                                    |
| Entertainment Weekly          | B                                                                        |
| Mojo                          | 3 из 5 звёзд · 3 из 5 звёзд · 3 из 5 звёзд · 3 из 5 звёзд · 3 из 5 звёзд |
| Rolling Stone                 | (положительная)                                                          |
| The Rolling Stone Album Guide | [ 4 ]                                                                    |

Test for Echo — шестнадцатый студийный альбом канадской рок-группы Rush, был издан в 1996 году. Альбом знаменует собой коду в карьере группы, после которой музыканты сделали перерыв на несколько лет, из-за трагедии в личной жизни Нила Пирта. В процессе записи альбома барабанщик исполнил большинство своих партий с использованием техники традиционного грипа, после того, как начал брать уроки у джаз-инструктора Фредди Грубера.
На обложке изображен инуксук, один из символов родины музыкантов — Канады. Инуксук — каменная фигура в форме человека созданная инуитами, она использовалась, чтобы отметить продовольственный тайник, охотничье угодье или место, где кто-то погиб.
Заглавный трек достиг вершины хит-парада Hot Mainstream Rock Tracks. «Driven» стала «визитной карточкой» для басиста Гедди Ли во время концертных выступлений, а «Resist» была переделана в акустическую песню и исполнялась в гастрольных турах: Vapor Trails и R30.

## Список композиций
Все песни написаны Нилом Пиртом, Алексом Лайфсоном и Гедди Ли, за исключением отмеченных.
1. «Test for Echo» (группа «Rush» и Пай Дюбуа) — 5:56
2. «Driven» — 4:27
3. «Half the World» — 3:41
4. «The Color of Right» — 4:48
5. «Time and Motion» — 5:04
6. «Totem» — 5:00
7. «Dog Years» — 4:56
8. «Virtuality» — 5:43
9. «Resist» — 4:22
10. «Limbo» — 5:28
11. «Carve Away the Stone» — 4:05

## Участники записи
- Гедди Ли — вокал, бас-гитара
- Алекс Лайфсон — гитары (электрогитара и акустическая), мандолина
- Нил Пирт — ударные, перкуссия, цимбалы

## Хит-парады
| Год  | Хит-парад       | Высшая позиция |
| ---- | --------------- | -------------- |
| 1996 | Billboard 200   | 5              |
| 1996 | UK Albums Chart | 25             |

## Сертификация
| Страна | Организация | Статус            |
| ------ | ----------- | ----------------- |
| США    | RIAA        | Золотой (500,000) |
| Канада | RIAA        | Золотой (50,000)  |